# 2021年仙台市長選挙
2021年仙台市長選挙（2021ねんせんだいしちょうせんきょ）は、日本の地方自治体である仙台市の執行機関である仙台市長を選出するべく、2021年8月1日に投開票が行われた選挙である。

## 概要
現職の郡和子（1期目）の任期満了に伴い執行。郡が2期目を目指し立候補し、これに対し元衆院議員の加納三代が挑む一騎打ちの構図となった。
郡を支援する市議が有志の会を設立し、自民、公明両党市議の過半数と立憲民主党市議らがメンバーとなり、市議54人中35人が参加した。さらには、会に参加しない共産党市議も自主的支援に回った。

## 基礎データ
- 選挙事由：任期満了
- 告示日：2021年7月18日
- 投票日：2021年8月1日

### 同日選挙
- 宮城県議会議員補欠選挙（宮城野選挙区）が実施される予定だったが立候補者が定数内のため無投票。

## 立候補者
（届け出順、いずれも無所属）
| 氏名                     | 年齢 | 現元新 | 職業・肩書                                                 | ホームページ                                              |
| ------------------------ | ---- | ------ | ---------------------------------------------------------- | --------------------------------------------------------- |
| 加納三代 （かのう みよ） | 45   | 新     | 福祉事業合同会社代表 元衆議院議員                          | 加納みよオフィシャルブログ「希望に向かって！Social Work」 |
| 郡和子 （こおり かずこ） | 64   | 現     | 宮城県仙台市長（現職） 元東北放送アナウンサー 元衆議院議員 | 郡和子公式ホームページ／笑顔咲く杜の都をつくる。          |

### 立候補が取り沙汰された人物
- 菊地崇良 - 仙台市議会議員（若林区選出）
  - 4月に立候補の意向を示し、選挙活動を行っていたが6月23日に立候補を断念した[3]。

## 選挙結果
各候補の得票率
※当日有権者数：888,188人 最終投票率：29.09%（前回比：-1.02pts）
| 候補者名 | 年齢 | 所属党派 | 新旧別 | 得票数    | 得票率 | 推薦・支持 |
| -------- | ---- | -------- | ------ | --------- | ------ | ---------- |
| 郡和子   | 64   | 無所属   | 現     | 209,310票 | 84.4%  |            |
| 加納三代 | 45   | 無所属   | 新     | 38,567票  | 15.6%  |            |

| 区       | 郡和子  | 郡和子 | 加納三代 | 加納三代 |
| 区       | 得票    | %      | 得票     | %        |
| -------- | ------- | ------ | -------- | -------- |
| 合計     | 209,310 | 84.44% | 38,567   | 15.56%   |
| 青葉区   | 60,210  | 84.39% | 11,135   | 15.61%   |
| 宮城野区 | 33,360  | 83.48% | 6,603    | 16.52%   |
| 若林区   | 25,683  | 83.69% | 5,005    | 16.31%   |
| 太白区   | 47,118  | 85.92% | 7,723    | 14.08%   |
| 泉区     | 42,939  | 84.13% | 8,101    | 15.87%   |